# Sögubrot af nokkrum fornkonungum í Dana ok Svía veldi
Il Sögubrot af nokkrum fornkonungum í Dana ok Svía veldi (Frammento della storia di alcuni re antichi dell'impero dei Danesi e degli Svedesi) è un testo frammentario islandese che tratta di alcuni re leggendari svedesi e danesi. Si pensa che sia basato sulla perduta Saga degli Skjöldungar e forse rappresenta una versione tarda di quell'opera. Il Sögubrot contiene una descrizione della Battaglia del Brávellir.